# Padang Perigi
Padang Perigi is een bestuurslaag in het regentschap Lahat van de provincie Zuid-Sumatra, Indonesië. Padang Perigi telt 644 inwoners (volkstelling 2010).